# Субботин, Сергей Дмитриевич
Сергей Дмитриевич Субботин (род. 1953) — сотрудник советских и российских органов государственной безопасности, генерал-лейтенант. Действительный государственный советник Российской Федерации 2 класса (30 ноября 2011)

## Биография
Сергей Дмитриевич Субботин родился 21 апреля 1953 года в городе Сталинграде (ныне — Волгоград). После окончания средней школы поступил в Волгоградский политехнический институт, который окончил в 1975 году. Работал мастером смены на Волгоградском заводе тракторных двигателей и нормалей.
В 1980 году Субботин поступил на службу в органы Комитета государственной безопасности при Совете Министров СССР. В 1981 году окончил Высшие курсы КГБ СССР в Минске, после чего служил в Управлении Комитета государственной безопасности СССР по Волгоградской области.
После распада СССР Субботин продолжал службу в системе Министерства безопасности — Федеральной службы безопасности Российской Федерации. С 1994 года служил в центральном аппарате в Москве. В 2000 году был назначен начальником Управления Федеральной службы безопасности Российской федерации по Омской области.
С 2002 года Субботин возглавлял Управление Федеральной службы безопасности Российской Федерации по Красноярскому краю. В мае 2011 года освобождён от занимаемой должности. Впоследствии был заместителем Полномочного представителя Президента Российской Федерации в Северо-Кавказском федеральном округе.
Почётный сотрудник контрразведки. Также награждён рядом медалей.